# Kiskőrös
Kiskőrös est une ville et une commune du comitat de Bács-Kiskun en Hongrie.

## Géographie
Kiskőrös se trouve à 44 km au sud-ouest de Kecskemét et à 100 km au sud de Budapest.

## Population
Lieu de naissance du poète et patriote Sandor Petöfi (1823-1849).
Recensements ou estimations de la population :
| 1870  | 1880  | 1890  | 1900  | 1910   |
| ----- | ----- | ----- | ----- | ------ |
| 6 513 | 6 927 | 8 164 | 9 745 | 11 280 |

| 1920   | 1930   | 1941   | 1949   | 1960   |
| ------ | ------ | ------ | ------ | ------ |
| 11 914 | 12 730 | 12 523 | 12 587 | 13 353 |

| 1970   | 1980   | 1990   | 2001   | 2011   |
| ------ | ------ | ------ | ------ | ------ |
| 14 150 | 15 616 | 14 911 | 15 348 | 14 269 |